# La Sinistra l’Arcobaleno
 La Sinistra l'Arcobaleno (italienisch für Die Linke - Regenbogen), in Italien auch mit dem Beinamen Cosa Rossa (Rote Sache) bezeichnet, war ein Parteienbündnis der italienischen Linken und Grünen, das sich Ende 2007 bildete und erstmals bei den Parlamentswahlen 2008 antrat. Es bestand aus folgenden Parteien:
- Partito della Rifondazione Comunista (PRC)
- Sinistra Democratica (SD)
- Partito dei Comunisti Italiani (PdCI)
- Federazione dei Verdi (FdV)

## Geschichte
Seit der Fusion der ehemaligen Democratici di Sinistra (Linksdemokraten) mit Democrazia è Libertà – La Margherita (den Christdemokraten des Mitte-links-Bündnisses L’Unione) sowie einigen Kleinparteien der politischen Mitte zum Partito Democratico (PD) im Oktober 2007 ergab sich für die Gruppierungen am linken Rand des italienischen Parteienspektrums die Notwendigkeit einer Neuorganisation. So trafen die vier Parteien PRC, SD, PdCI und die Grünen auf einem ersten nationalen Kongress in Rom am 8. und 9. Dezember 2007 zunächst Übereinkünfte und planten die weitere Zusammenarbeit unter dem Bündnisnamen  La Sinistra l'Arcobaleno.
Nach dem Sturz der Regierung Prodi im Januar 2008 und der endgültigen Auflösung der bis dahin regierenden Unione durch den Alleinantritt des PD bei den Neuwahlen im April 2008 formierten sich die vier linken Parteien zum Wahlbündnis und traten mit dem früheren PRC-Vorsitzenden und Präsidenten der Abgeordnetenkammer, Fausto Bertinotti, als Spitzenkandidat an. Die Listen wurden mit Frauen und Männern paritätisch besetzt.
Da zum zweiten Mal nach den Parlamentswahlen 2006 auch im Ausland lebende Italiener in den Konsulaten ihres Wohnortes wählen konnten, wurden im europäischen Ausland Vertretergruppen von  La Sinistra l'Arcobaleno gegründet. In Deutschland existieren seit Anfang 2008 u. a. in Berlin und Hamburg solche Sektionen, die im so genannten Wahlbezirk Europa (Circoscrizione Europa) um die Stimmen der Auslandsitaliener warben.
Mit nur 3,1 % bei den Abgeordnetenhauswahlen und 3,2 % bei den Senatswahlen verzeichnete das Bündnis am 14. April 2008 erdrutschartige Verluste und verfehlte wegen der Sperrklauseln (4 bzw. 8 %) den Einzug in beide Kammern. Damit war zum ersten Mal seit der Gründung der italienischen Republik keine kommunistische Partei im Parlament vertreten. Als Konsequenz aus dieser historischen Niederlage kündigte Bertinotti seinen vollständigen Rückzug aus der Politik an.
Die Federazione dei Verdi und die Sinistra Democratica gründeten dann am 16. März 2009 mit anderen linken Parteien das Parteienbündnis Sinistra e Libertà, das als Nachfolger der La Sinistra l'Arcobaleno verstanden werden kann.